# 1892年のメジャーリーグベースボール
以下は、メジャーリーグベースボール（MLB）における1892年のできごとを記す。
この年に8球団から12球団に増えたナショナルリーグは、ボストン・ビーンイーターズ(後のブレーブス)が2年連続5度目の優勝であった。
1891年のメジャーリーグベースボール - 1892年のメジャーリーグベースボール - 1893年のメジャーリーグベースボール

## できごと
前年12月にアメリカン・アソシエーションが解散し、8球団のうちルイビル・カーネルズ、ワシントン・セネタース (1891-1899年)、セントルイス・ブラウンズ（後のカージナルス）、ボルチモア・オリオールズ（1882-1899年）の4球団がナショナルリーグに加盟し、ナショナルリーグは、この年から1899年まで12球団でリーグ戦を行った。

### 前期・後期でプレーオフ
この年のペナントレースは、前年からの混乱で、4月から7月までの前期と7月から10月までの後期に分けて、前後期の優勝チームとでプレーオフを行い年間優勝チームを決定した。前期はボストン・ビーンイーターズが優勝し、後期はクリーブランド・スパイダーズが優勝して、シーズン終了後にプレーオフシリーズを開催して、両チームが対戦し、4勝1敗でボストン・ビーンイーターズが優勝した。
このような変則シーズンは、メジャーリーグ史上この1892年とそれから102年後にシーズン途中での長期ストライキがあり前後期に分けた1994年の2回だけである。
優勝したボストン・ビーンイーターズには、万能選手のキング・ケリー、俊足の外野手トミー・マッカーシー、360勝投手のキッド・ニコルズなど後に殿堂入りした選手がいて、1891年から1893年まで3連覇した強豪チームであった。
- キッド・ニコルズは、1890年にビーンイーターズに入団した年に20勝を上げ、1891年から1898年までに7回30勝をマークして着実に勝ち星を挙げた投手であった。15年間で通算360勝に達し1906年に引退した。(1949年殿堂入り)
- ダン・ブローザースは後に「1880～90年代のベーブ・ルース」と呼ばれた強打の一塁手であった。1879年にトロイ・トロージャンズからデビューして1881年のバッファロー・バイソンズでレギュラー入りしてから以後7球団を転々として、14年連続3割をマークして首位打者に5度輝いた。前年アメリカン・アソシェーション最後のシーズンをボストン・レッズで打率.350で首位打者を獲得したが、この年はナショナルリーグのブルックリン・グルームズ（後のドジャース）に移籍し、打率.335で首位打者、最多安打197本・最多打点124の大活躍をした。引退時には生涯本塁打106本(103本とする資料もある)、生涯打率.342(.349とする資料もあるがこれは当時四球も安打に加えて計算されていたため)の記録を残した。（1945年殿堂入り）

### サイ・ヤング
後期に優勝したが年間優勝はボストン・ビーンイーターズに持っていかれたクリーブランド・スパイダーズだったが、若きエースが登場した。スパイダーズに入団して3年目で25歳のサイ・ヤング がこの年に36勝12敗でリーグ最多勝利、またリーグ最優秀防御率となる1.93を記録し、その豪腕ぶりが知られるようになった。生涯通算511勝の歴代最多勝利投手で、今日にサイ・ヤング賞としてその名を残した。

### 記録
- 9月21日　ジョン・クラークソンが史上5人目の300勝を達成した。

## 最終成績

### ナショナルリーグ
| 順 | チーム                       | 勝利 | 敗戦 | 勝率 | G差  |
| -- | ---------------------------- | ---- | ---- | ---- | ---- |
| 1  | ボストン・ビーンイーターズ   | 102  | 48   | .680 | --   |
| 2  | クリーブランド・スパイダーズ | 93   | 56   | .624 | 8.5  |
| 3  | ブルックリン・グルームズ     | 95   | 59   | .617 | 9.0  |
| 4  | フィラデルフィア・フィリーズ | 87   | 66   | .569 | 16.5 |
| 5  | シンシナティ・レッズ         | 82   | 68   | .547 | 20.0 |
| 6  | ピッツバーグ・パイレーツ     | 80   | 73   | .523 | 23.5 |
| 7  | シカゴ・コルツ               | 70   | 76   | .479 | 30.0 |
| 8  | ニューヨーク・ジャイアンツ   | 71   | 80   | .470 | 31.5 |
| 9  | ルイビル・カーネルズ         | 63   | 89   | .414 | 40.0 |
| 10 | ワシントン・セネタース       | 58   | 93   | .384 | 44.5 |
| 11 | セントルイス・ブラウンズ     | 56   | 94   | .373 | 46.0 |
| 12 | ボルチモア・オリオールズ     | 46   | 101  | .313 | 54.5 |

## 個人タイトル

### ナショナルリーグ
| 項目   | 選手                           | 記録 |
| ------ | ------------------------------ | ---- |
| 打率   | ダン・ブローザース (BRO)       | .335 |
| 本塁打 | バグ・ホリデイ (CIN)           | 13   |
| 打点   | ダン・ブローザース (BRO)       | 124  |
| 得点   | キューピッド・チャイルズ (CVL) | 136  |
| 安打   | ダン・ブローザース (BRO)       | 197  |
| 盗塁   | モンテ・ウォード (BRO)         | 88   |

| 項目   | 選手                     | 記録  |
| ------ | ------------------------ | ----- |
| 勝利   | サイ・ヤング (CLV)       | 36    |
| 勝利   | ビル・ハッチソン (CHC)   | 36    |
| 防御率 | サイ・ヤング (CLV)       | 1.93  |
| 奪三振 | ビル・ハッチソン (CHC)   | 314   |
| 投球回 | ビル・ハッチソン (CHC)   | 622.0 |
| セーブ | ガス・ウェイイング (PHI) | 3     |

## 参考
- 順位表